# بمباران اتمی هیروشیما و ناگاساکی در فرهنگ عامه
بمباران اتمی هیروشیما و ناگاساکی در فرهنگ عامه، این فهرستی از محصولات فرهنگی ساخته شده در مورد بمباران اتمی هیروشیما و ناگاساکی است. این فهرست شامل ادبیات، فیلم، موسیقی و سایر اشکال هنری می‌شود.

## ادبیات
- کتاب «هیروشیما عشق من» نوشته مارگریت دوراس و فیلم مرتبط تا حدی از بمباران الهام گرفته شده است. نسخه فیلم به کارگردانی آلن رنه دارای چند فیلم مستند از قربانیان سوختگی و عواقب بعدی ویرانی است.
- داستان ساداکو ساساکی، جوانی که از هیروشیما بازمانده است، با تشخیص سرطان خون در تعدادی کتاب و فیلم بازگو شده است. دو تا از شناخته‌شده‌ترین آثار کارل بروکنر «روز بمب» (۱۹۶۱)، ترجمه‌شده به ۲۲ زبان و النور کوئر «ساداکو و هزار درنای کاغذی» (پاتنام، ۱۹۷۷) هستند. ساساکی که به دلیل سرطان خون در بیمارستان بستری بود، ۶۴۴ درنای اوریگامی ساخت، که اشاره به یک افسانه ژاپنی دارد که می‌گوید هر کسی که بتواند ۱۰۰۰ درنا بسازد، یک آرزو را برآورده می‌کند.
- رمان «کابوکی» نوشته رمان‌نویس بومی آمریکایی جرالد ویزنور، «هیروشیما بوگی» (۲۰۰۳)، پیامدهای بمباران هیروشیما را با پیامدهای فتح قاره آمریکا مقایسه می‌کند.
- نویسنده ژاپنی فومیو کونو رمانی دربارهٔ داستان یک خانواده پس از بمب اتمی با عنوان «شهر آرامش شامگاهی، کشور شکوفه‌های گیلاس» (۲۰۰۴) نوشت که به برخی زبان‌ها ترجمه شده است.
- مجموعه رمان‌های فرانسوی «مادام آتوموس» نوشته آندره کاروف (۱۹۶۴–۱۹۷۰) داستان یک دانشمند زن ژاپنی را روایت می‌کند که به دنبال انتقام از ایالات متحده است، زیرا خانواده‌اش را در ویرانی ناگاساکی از دست داده است.
- بمباران ناگاساکی یکی از نقاط عطف رمان «پاچینکو (رمان)» (۲۰۱۷) نوشته مین جین لی است.
- شاعر ترک ناظم حکمت شعری با عنوان «دختر کوچولو» سروده است و این شعر به زبان‌های زیادی در سراسر جهان ترجمه شده است. این شعر در زبان انگلیسی نیز با عناوین مختلفی از جمله «من می‌آیم و در هر دری می‌ایستم»، «من نادیده» و «دختر هیروشیما» شناخته می‌شود.
- بمباران ناگاساکی نقش مهمی در رمان «سایه‌های سوخته» نوشته کامله شمسی دارد. کتاب کودکانه «سه‌چرخه شین» داستان شینیچی تتسوتانی ۳ ساله را روایت می‌کند که در بمباران هیروشیما کشته شد.

## مانگا
- مانگا ژاپنی هاداشی نو گِن (ژنرال پابرهنه) به بمباران هیروشیما می‌پردازد.[۱]

## موسیقی
- قطعه موسیقی مرثیه برای قربانیان هیروشیما اثر کریستوف پندرسکی (که گاهی مرثیه برای قربانیان هیروشیما برای ۵۲ سیم و در اصل ۸'۳۷" به عنوان اشاره‌ای به جان کیج نیز نامیده می‌شود) در سال ۱۹۶۰ به عنوان واکنشی به آنچه آهنگساز آن را عملی بی‌معنی می‌دانست، نوشته شد. در ۱۲ اکتبر ۱۹۶۴، پندرسکی نوشت: "بگذارید این مرثیه، باور راسخ مرا بیان کند که فداکاری هیروشیما هرگز فراموش و از بین نخواهد رفت."
- سمفونی شماره ۵ ماسائو اوکی در سال ۱۹۵۳، "هیروشیما"، یکی از اولین آثار متعدد ژاپنی بود که به فاجعه بمباران اتمی هیروشیما اختصاص داده شد، که بر اساس شش نقاشی از ایری و توشی ماروکی، پانل‌های هیروشیما (قطعات ۳ تا ۸)، که اوکی یک مقدمه و یک مرثیه پایانی به آن اضافه کرد.
- اوراتوریو «صدای بی‌صدا در هیروشیما» اثر توشیو هوسوکاوا برای تک‌خوان‌ها، راویان، گروه کر، نوار (آد لیب) و ارکستر (۱۹۸۹/۲۰۰۱) پس از ماتسوئو باشو، پل سلان و گِنباکو نو کو.
- اثر اولیه آلفرد اشنیتکه، اوراتوریو ناگاساکی، در پنج موومان، بر روی اشعار شوروی و ژاپنی.
- آهنگساز رابرت استدمن یک اثر موسیقی برای آواز و گروه مجلسی با عنوان آوازهای هیباکوشا نوشته است. این اثر به سفارش موزه جنگ امپراتوری شمال، منچستر، در سال ۲۰۰۵ برای اولین بار اجرا شد.
- کانادا آهنگ «پروژه منهتن» از گروه راک Rush، از آلبوم سال ۱۹۸۵ آنها با نام «Power Windows»، دربارهٔ توسعه بمب اتمی و استفاده از آن علیه ژاپن است.
- کتاب «هیروشیما عشق من» الهام‌بخش آهنگی با همین عنوان در سال ۱۹۷۷ توسط گروه بریتانیایی new wave Ultravox بود.
- گروه راک Wishful Thinking در سال ۱۹۷۱ با آهنگ «هیروشیما»، آهنگی دربارهٔ بمباران، به موفقیت چشمگیری دست یافت.
- گروه راک ژاپنی L'Arc-en-Ciel آهنگ «هوشیزورا» («آسمان پرستاره») را در آلبوم «بیدار» سال ۲۰۰۵ ضبط کرد و از هیروشیما به عنوان استعاره‌ای از ویرانی جنگ استفاده کرد. این آهنگ همچنین به قربانیان جنگ در افغانستان و عراق تقدیم شده است.
- آهنگ «هسته‌ای» «حمله» اثر گروه پاور متال سوئدی Sabaton، از آلبوم «Attero Dominatus»، دربارهٔ بمب‌گذاری‌ها و تأثیر آنها بر مردم ژاپن است.
- آهنگ «Enola Gay» اثر گروه پاپ بریتانیایی Orchestral Manoeuvres in the Dark دربارهٔ بمب‌افکن B-29 Superfortress است که محموله اولین بمب اتمی، Little Boy را بر فراز هیروشیما تحویل داد و بعداً چند روز بعد، هنگامی که Fat Man بر روی ناگاساکی انداخته شد، برای مأموریت دوم، پرواز شناسایی آب و هوا انجام داد. این آهنگ ضد جنگ است و اقدامات خلبان را زیر پرسش می‌برد.
- «امید سبز پس از باران سیاه (سمفونی برای بازماندگان هیروشیما، ناگاساکی و اردوگاه کار اجباری مانزانار)» اثر آهنگساز آمریکایی Steve Heitzeg یادبودی برای قربانیان بمباران اتمی ۱۹۴۵ این دو شهر ژاپنی است و شامل عناصر کوبه‌ای ساخته شده از درختان هیروشیما و ناگاساکی و همچنین سنگ‌های اردوگاه کار اجباری مانزانار ژاپنی-آمریکایی است.[۲]
- اثر آهنگساز کانادایی آر. موری شفر با عنوان «Threnody» که در سال ۱۹۷۰ برای گروه کر جوانان نوشته شده است، به قربانیان بمب‌گذاری تقدیم شده است؛ «دایرةالمعارف کانادا» آن را «تفسیری تأثیرگذار و تلخ دربارهٔ بمباران ناگاساکی بر اساس نظرات بازماندگان» نامیده است.[۳]